# Ceratocorema antiphanopa
Ceratocorema antiphanopa is een vlinder uit de familie wespvlinders (Sesiidae), onderfamilie Tinthiinae.
Ceratocorema antiphanopa is voor het eerst wetenschappelijk beschreven door Meyrick in 1927. De soort komt voor in het Oriëntaals gebied.